# Leandro Ferreira
Leandro Ferreira é um município brasileiro do estado de Minas Gerais. Sua população recenseada em 2022 era de 3 199 habitantes.

## História
Leandro Ferreira, antigo distrito criado em 1891 com a denominação de Largo e subordinado ao município de Pitangui, foi elevado à categoria de município pela lei estadual nº 2764 em 30 de dezembro de 1962.

## Geografia
É banhada pelo Rio Pará e pelo Rio Lambari, onde formam várias praias que possuem diversos locais para acampamento e pescaria. Podemos destacar também algumas cachoeiras e cascatas, entre elas a do Sapateiro, Cachoeirão, Cachoeira do Funil e a Cascata do Ribeirão Areias.

## Turismo
Todo ano acontece entre Bom Despacho e Leandro Ferreira a Cavalgada rumo ao túmulo do Padre Libério, religioso daquela região. Sua principal atração turística é o Museu e o Túmulo do milagroso Padre Libério, cujo processo de Beatificação já está em andamento.

## Cultura
Suas principais festas são:
- Festa do Padroeiro São Sebastião – 20/01;
- Aniversário da cidade – 01/03;
- Sábado da Aleluia – Boi Chitão e Queima do Judas;
- Aniversário do Padre Libério, comemorada com uma grande cavalgada e participação de um número grande de cavaleiros da região – 30/06;
- Caminhada da Fé ao Túmulo do Padre Libério, com participação de um número grande de romeiros - 1º Domingo de julho;
- Aniversário de morte de Padre Libério – 22/12.
- Em outubro acontece a Festa de N.S. do Rosário, que é comumente chamada de Festa de Reinado, a qual conta com diversos grupos folclóricos de dança de origem africana como Congado, Moçambique e Catupé.